# Achaearanea florens
Achaearanea florens är en spindelart som först beskrevs av O. Pickard-Cambridge 1896.  Achaearanea florens ingår i släktet Achaearanea och familjen klotspindlar. Inga underarter finns listade i Catalogue of Life.